# 부헨발트 강제 수용소

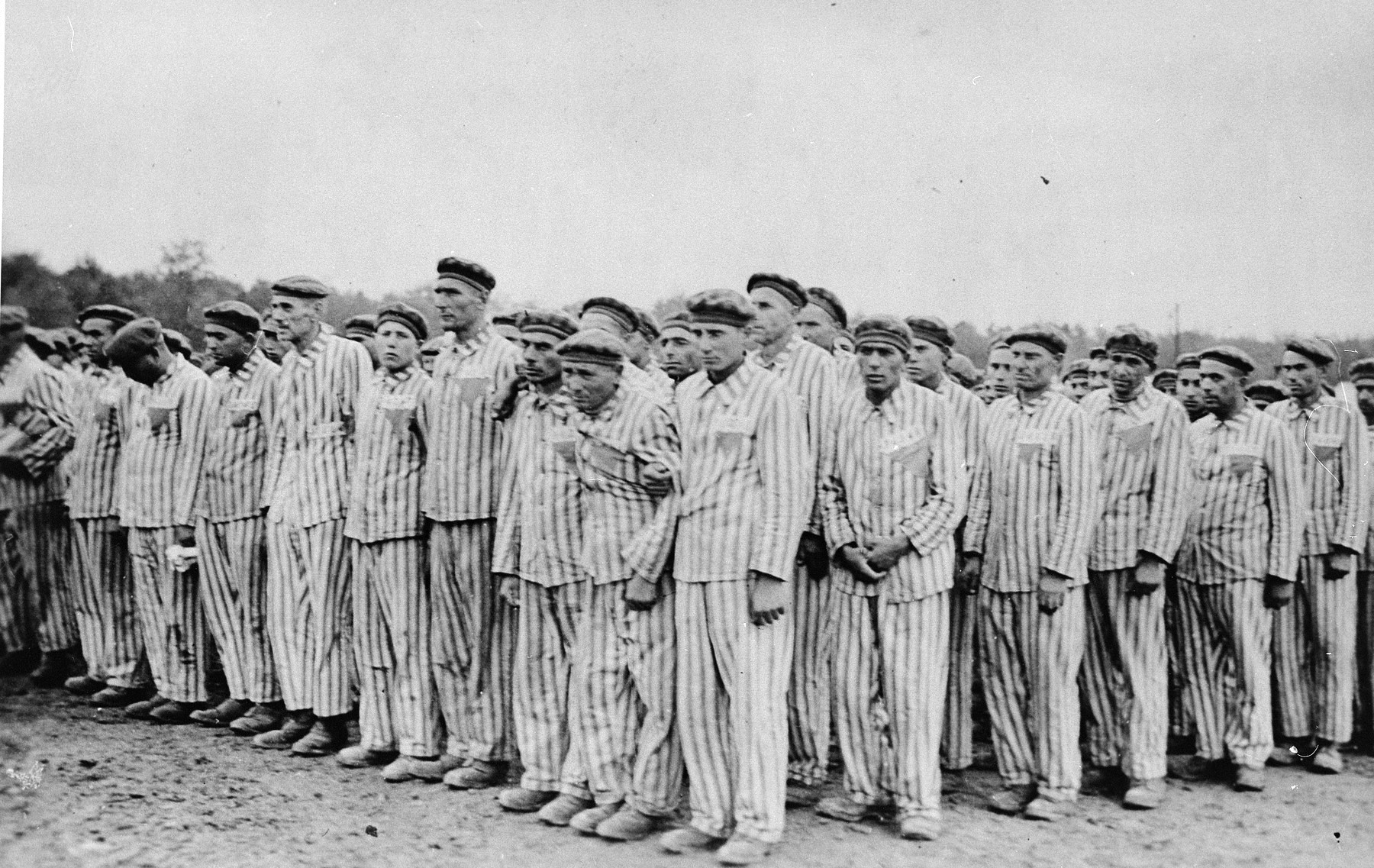
점호를 받고 있는 부헨발트 강제수용소의 수용자들

부헨발트 강제 수용소(독일어: Konzentrationslager Buchenwald, KZ Buchenwald)는 슈츠슈타펠이 1937년 7월 독일 바이마르 인근 에테스베르크(Ettersberg)에 세운 나치 강제 수용소이다. 부헨발트(독일어 발음: [ˈbuːxn̩valt])는 독일어로 "너도밤나무 숲"을 의미한다. 부헨발트는 독일의 1937년 국경 내에 존재했던 최초이자 최대의 강제 수용소이며, 처음 수감된 사람들은 공산주의자와 공산주의에 동조하는 것으로 의심되는 사람들이었다. 카를오토 코흐(임기 1937년 8월~1941년 7월)와 헤르만 피스터(임기 1942년 1월~1945년 4월)가 수용소장으로 재임했다.
수용소의 정문에는 "각자 자기 방식대로" 또는 "자업자득"(Jedem das Seine)이라는 독일어 표어가 장착되어 있었다. 부헨발트에는 유럽과 소련 전역에서 온 유대인, 폴란드인, 여러 슬라브인, 정신질환자와 장애인, 정치범, 롬인, 프리메이슨과 전쟁 포로들이 수용되었으며 일반 범죄자와 성적 "일탈자"라 불린 사람들도 수용되었다. 이들은 주로 주변 군수 공장에서 강제 노역을 했다. 부헨발트와 그 부속 수용소들에 수용된 약 28만 명의 수용자 중 56,545명이 식량 부족과 열악한 환경, 처형 등으로 사망했다. 1945년 4월 미군에 의해 해방되었으며, 부헨발트의 부속 수용소 중 하나를 연합군 사령관인 드와이트 D. 아이젠하워가 방문했다.
전후 부헨발트 수용소는 1945년 8월부터 1950년 3월까지 소련 점령당국에 의해 내무인민위원부의 특별 수용소로 사용되었으며 당시 28,455명의 수용자들 중 7,113명이 기아로 사망했다. 수용소는 동독이 성립한 후인 1950년 2월에 해소되었으며, 1958년부터 기념 시설로 조성되기 시작했다. 현재 부헨발트는 기념관과 박물관으로 사용되고 있다.